# 트럼프 2기 행정부 관세

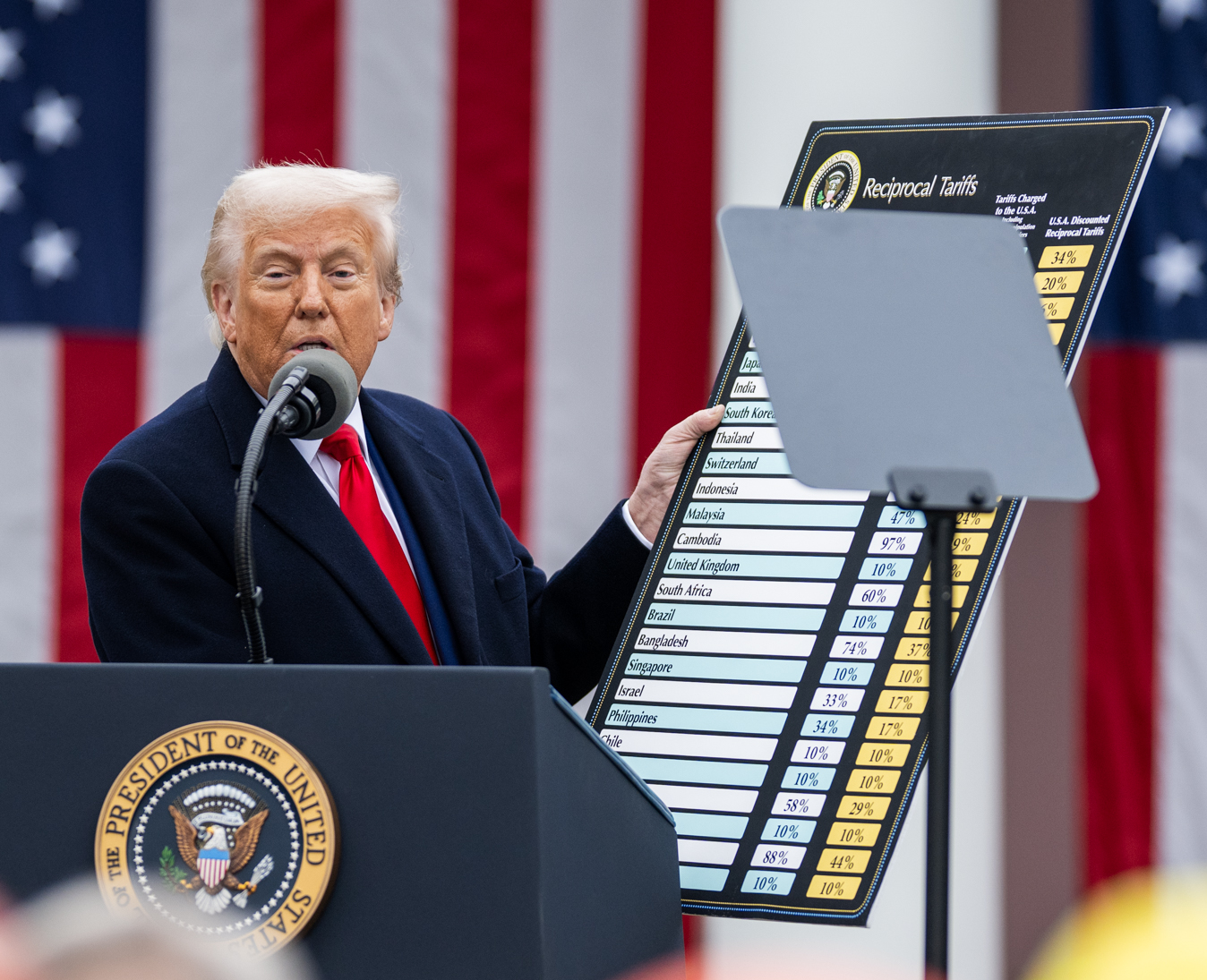
2025년 4월 2일 연설에서 '상호'(reciprocal) 관세라고 주장하는 표를 보이고 있는 트럼프 미 대통령

트럼프 2기 행정부 관세는 2025년 도널드 트럼프 2기 행정부가 매기고 있는 보호무역주의적 관세이다. 멕시코, 캐나다, 중국을 포함한 여러 국가가 이에 보복하면서 사실상의 '2025년 세계 관세 전쟁'이 촉발되었다. 도널드 트럼프 미 대통령과 트럼프 2기 행정부가 2025년 2월 1일 캐나다에 25%의 일부 관세, 중국에 20%의 보편관세, 멕시코에 25%의 보편관세를 부과하겠다고 발표하면서 본격적으로 적용되었다.
미국 무역대표부(USTR)가 발표한 트럼프의 관세 계산 공식에 따르면 도널드 트럼프는 무역 적자가 0으로 만들어야 할 부정적인 것이며 미국산 제품에 대한 규제 장벽, 환경 심사, 소비세율 차이, 규제 준수의 장벽과 비용, 환율 조작 및 과소평가와 같은 의도적 조작 때문에 일어났다고 주장한다.
트럼프는 첫 번째 임기 동안 약 3,800억 달러 규모의 수입품에 관세를 부과했던 데 반해, 두 번째 임기에서는 2025년 4월까지 총 관세 부과액이 2조 5,000억 달러를 초과할 것으로 예상되며, 수입품에 대한 평균 관세율은 2.5%에서 16.5%로 상승했다.

## 배경
도널드 트럼프 미국 대통령은 1980년대부터 무역을 규제해야 하며 미국을 "속여 갈취하는" 외국에 대응하는 도구로 사용해야 한다고 믿고 이를 주장해왔다. 그는 미국 대선 유세에서 전쟁 예방, 무역 적자 축소, 국경 보안 강화, 보육 비용 지원 등 다양한 목표 달성을 위해 관세를 활용하겠다고 약속했다. 트럼프는 다른 국가가 관세를 부담한다고 주장하나, 실제로 미국의 관세는 미국 현지의 소비자와 기업이 직접 지불하거나 물가 상승을 통해 부담하는 것이다. 재선 직후 트럼프는 관세가 미국인들에게 "어느 정도의 고통"을 줄 수 있다고 인정하면서도, "치러야 할 대가로서 충분한 가치가 있다"고 주장했다.
2018년, 트럼프는 첫 임기 동안 철강과 알루미늄 수입에 관세를 부과했으며, 이는 미국 내 가격 상승으로 이어졌다. 2021년 12월 기준, 미국 내 열간 압연강(Hot-Rolled Band Steel) 1톤 가격은 1,855 달러로, 중국(646 달러), 유럽(1,031 달러)보다 저렴했다. 세계무역기구(WTO)는 이러한 조치가 세계 무역 규칙을 위반했다고 판결했다. 이후 출범한 조 바이든 행정부는 이러한 관세 중 일부를 철회했지만 대부분은 트럼프 2기 항정부 출범 전까지 그대로 유지되었다. 트럼프는 또한 중국과의 무역 전쟁을 시작, 미중간 교역의 60%가 20% 관세 대상이 되었으며 이는 미측에 실패로 평가되었다.
2019년 5월, 트럼프는 멕시코에 최대 25%의 관세를 부과하겠다고 위협하면서 '멕시코 잔류'(Remain in Mexico) 정책 확대와 불법 이민 통제를 위한 멕시코 군대 배치를 협상했다. 이에 멕시코는 미 국경에 1만 5천 명, 과테말라 국경에 6,500명의 군대를 배치하며 응수했다. 2020년 미국·멕시코·캐나다는 북미자유무역협정(NAFTA)을 재협상하여 새로운 협정인 미국-멕시코-캐나다 협정(USMCA)을 체결, 대부분의 상품에 대한 0% 관세를 재확인했다. 그러나 USMCA 발효 5주 후, 트럼프는 국가안보 위협을 명분으로 『무역확장법』 232조에 따라 캐나다산 알루미늄에 10%의 관세를 부과하겠다고 밝혔다. 이에 캐나다는 보복 관세를 예고, 미국은 9월 15일 계획을 철폐하였다.

## 계획
트럼프 대통령은 두 번째 임기 때 중국에 60%, 멕시코에 100%, 그리고 기타 국가들에는 20%를 부과하는 등 첫 임기 때보다 더 높은 관세를 부과하겠다고 공약했다. 또한 소득세를 관세 수입으로 대체할 것을 제안했는데, 이에 대해 세금 재단의 경제학자들은 "수학적으로 불가능한" 아이디어라고 말했다.
트럼프 대통령은 2020년 선거 번복 시도로 구속된 적 있는 측근 피터 나바로를 무역 및 제조업 담당 수석 고문으로 임명했다. 나바로는 자신의 저서에서 기업들이 미국의 일자리보다 이윤을 우선시한다고 비판했으며 전통 경제학에서는 자유무역이 사람들에게 미치는 악영향을 과소평가한다고 말하며 무역 적자를 줄이기 위한 영구적 무역 장벽 제도를 주장했다. 나바로는 트럼프의 첫 임기 동안 고위 무역 역할을 맡았지만 트럼프의 2018년 철강 및 알루미늄 관세에 항의하여 사임한 게리 콘과 같은 자유 시장 사고방식의 트럼프 행정부 관계자들과 충돌한 적이 있다. 영국 유력 『파이낸셜 타임스』는, 나바로가 트럼프 2기 행정부에서 더 많은 영향력을 행사할 것이라고 보도했다.
트럼프 대통령은 2025년 1월 20일 취임 연설에서 "미국의 노동자와 가족들을 보호하기 위해 무역 시스템을 즉시 정비할 것"이라며 "다른 나라를 부유하게 하기 위해 우리 국민에게 세금을 부과하는 대신, 외국에 관세를 부과해 우리 국민을 부유하게 할 것"이라고 말했다. 이후 3월 4일, 미국은 국제무역 감독기관인 세계무역기구(WTO)에 계획된 기여금 지급을 무기한 중단하겠다고 통보했다. 원래 미국은 세계 무역에서 차지하는 비중에 따라 책정된 2024년 WTO 예산 2억 3,200만 달러 중 약 11%를 지원할 예정이었다. 기업 UPS는 결제 시 관세 추가 비용을 확인할 수 있는 도구를 온라인 쇼핑객에게 출시하기도 했다.

### 법적 정당성
트럼프 대통령은 첫 임기에서 『통상확대법』 232조를 통해 철강 및 알루미늄 수입품에 관세를 부과했다. 해당 법 조항은 상무부 장관이 실시한 조사에서 수입품이 국가 안보를 위협한다고 판단할 경우 미국 대통령은 의회의 승인 없이도 수입을 제한할 수 있도록 규정하고 있다. 트럼프 대통령은 두 번째 임기 동안 해당 관세를 다시 시행했다. 트럼프 대통령은 또한 1974년 무역법 301조에 따라 관세를 부과하겠다고 위협했던 조사를 재개했다.
트럼프 대통령은 2기 시작과 함께 국경 안보, 불법 이민, 에너지와 관련해 국가비상사태법(NEA)과 국제 비상경제권한법을 활용해 여러 '국가 비상사태'를 선포했으며, 이를 통해 의회의 개입이나 TEA 또는 기타 무역 법규에서 요구하는 절차를 따르지 않고도 관세를 제정할 수 있게 되었다. 트럼프 대통령은 행정명령에 서명하면서 비상사태를 선포하는 것은 "문제 해결을 위해 필요한 모든 것을 할 수 있다는 의미"라고 밝혔다.

NEA에 따라 국가 비상사태를 종료하려면 의회 의원이 제출한 해제결의안을 15일 이내 표결해 가결시켜야한다. 2025년 2월, 민주당 소속 팀 케인과 마크 워너 상원의원은 트럼프 대통령의 에너지 관련 국가 비상사태 해체 결의안을 제출했지만, 상원의 다수당인 공화당이 이를 부결했다. 케인과 다른 민주당 소속 의원들은 캐나다와 멕시코에 대한 관세 부과에 사용된 비상사태를 종식시키기 위한 투표를 계획했지만 2025년 3월 예산 법안에 추가된 조항으로 인해 그 과정은 차단되었다.

## 보편 관세

### 철강·알루미늄 관세
미국은 2025년 3월 12일 미국내 생산 강화를 목표로 모든 철강 및 알루미늄 수입품에 25% 관세를 부과하기 시작했으며, 하워드 러트닉 상무장관은 트럼프 대통령이 곧 구리에도 추가적인 관세를 부과할 것이라고 말했다. EU와 캐나다는 보복관세를 시행하겠다고 밝혔고, 호주, 영국, 일본, 브라질은 비판적 입장을 냈으나 보복관세를 시행하지 않았다. 2025년 4월 2일부터 알루미늄 관세는 빈 알루미늄 캔과 캔맥주까지 확대되었다.
모든 면세 조항을 없애고 알루미늄 관세를 10%에서 25%로 인상함으로써 첫 임기 동안 시행되었던 철강 및 알루미늄 관세를 확대했으며, 이전의 면세 조항들은 "중국과 과잉 철강 및 알루미늄 생산 능력을 가진 다른 나라들이 악용할 수 있는 허점을 만들어냈다"고 주장했다. 트럼프 대통령은 또한 관세 회피를 방지하기 위해 미국 내에서 철강과 알루미늄을 용해하고 주조해야 면세 지위를 얻을 수 있다고 명시했다.
2023년 기준 미국은 알루미늄의 44%, 철강의 26%를 수입하고 있다. 캐나다는 두 광물의 가장 큰 공급국으로 알루미늄의 절반 이상과 1차 알루미늄 수입량의 2/3를 차지했다. 미국은 2000년까지 세계 최대 알루미늄 생산국이었지만 높은 전기요금으로 인해 경쟁력이 떨어지면서 2021년에는 세계 공급량의 2% 미만으로 떨어졌다.

### 자동차 및 부품 관세
2025년 1월 트럼프 대통령은 캐나다와 멕시코에 대한 광범위한 관세를 발표하면서 USMCA를 포함한 수십 년간의 자유 무역 협정을 통해 고도로 통합된 북미 자동차 공급망을 위협했다. 미국의 3대 자동차 제조사인 포드, 제너럴 모터스, 스텔란티스는 관세가 외국 경쟁사보다 미국 기업에 더 큰 타격을 줄 것이라고 경고하며 관세 면세를 위해 로비 활동을 벌였다. 포드 CEO 짐 팔리는 투자자들에게 "장기적으로 볼 때 캐나다와 멕시코에 25% 관세가 부과되면 미국 자동차 업계는 이제껏 겪어보지 못한 타격을 입게 될 것"이라고 경고했다. 트럼프 대통령은 USMCA 규정을 준수하는 차량에 대한 관세 부과를 연기했고, 다음 날 모든 USMCA 규정을 준수하는 상품에 대한 면제를 확대했다. 트럼프 대통령은 당시 이 조치가 4월 2일에 만료된다고 말했지만 백악관은 그날 면세가 무기한 연장된다고 발표했다.
그럼에도 불구하고 BMW와 같이 캐나다나 멕시코에서 제조되는 USMCA 규정을 준수하지 않는 브랜드는 2025년 3월 4일부터 영향을 받았다. BMW는 2025년 5월 1일까지 이러한 관세를 적용하기로 결정했다. 트럼프 대통령은 3월 26일, 모든 수입차에는 4월 3일부터, 미국에서 제조된 부품이 들어가지 않은 자동차에는 늦어도 5월 3일부터 25% 관세를 부과한다고 발표했다. 백악관은 2024년 미국인이 구매한 1,600만 대의 자동차 중 약 50%가 수입품이라고 언급하며, 이 조치들을 통해 국내 제조업을 활성화하고 1,000억 달러의 세수를 창출할 것이라고 주장했다.

### 상호관세
| 국가·속령             | 수치 |
| --------------------- | ---- |
| 알제리                | 30%  |
| 앙골라                | 32%  |
| 방글라데시            | 37%  |
| 보스니아 헤르체고비나 | 35%  |
| 보츠와나              | 37%  |
| 브루나이              | 24%  |
| 캄보디아              | 49%  |
| 카메룬                | 11%  |
| 차드                  | 13%  |
| 중국                  | 34%  |
| 콩고 민주 공화국      | 11%  |
| 적도 기니             | 13%  |
| 유럽 연합             | 20%  |
| 포클랜드 제도 (영국)  | 41%  |
| 피지                  | 32%  |
| 가이아나              | 38%  |
| 인도                  | 26%  |
| 인도네시아            | 32%  |
| 이라크                | 39%  |
| 이스라엘              | 17%  |
| 코트디부아르          | 21%  |
| 일본                  | 24%  |
| 요르단                | 20%  |
| 카자흐스탄            | 27%  |
| 라오스                | 48%  |
| 레소토                | 50%  |
| 리비아                | 31%  |
| 리히텐슈타인          | 37%  |
| 마다가스카르          | 47%  |
| 말라위                | 17%  |
| 말레이시아            | 24%  |
| 모리셔스              | 40%  |
| 몰도바                | 31%  |
| 모잠비크              | 16%  |
| 미얀마                | 44%  |
| 나미비아              | 21%  |
| 나우루                | 30%  |
| 니카라과              | 18%  |
| 나이지리아            | 14%  |
| 북마케도니아          | 33%  |
| 노르웨이              | 15%  |
| 파키스탄              | 29%  |
| 필리핀                | 17%  |
| 세르비아              | 37%  |
| 남아프리카 공화국     | 30%  |
| 대한민국              | 25%  |
| 스리랑카              | 44%  |
| 스위스                | 31%  |
| 시리아                | 41%  |
| 대만                  | 32%  |
| 태국                  | 36%  |
| 튀니지                | 28%  |
| 바누아투              | 22%  |
| 베네수엘라            | 15%  |
| 베트남                | 46%  |
| 잠비아                | 17%  |
| 짐바브웨              | 18%  |

2025년 2월 13일, 트럼프는 다른 국가들이 부과한 금전적 및 비금전적 무역 장벽을 조사하고, 이를 상쇄하고 처벌하기 위한 맞춤형 상호 관세를 각국별로 개발하라고 직원들에게 지시했다. 그는 분석 시 기존 관세, 환율, 무역수지 등의 요소를 고려하라고 지시했다. 루트닉은 그의 팀이 2025년 4월 1일까지 계획을 준비할 것이라고 밝혔다. 트럼프는 2025년 4월 2일을 '해방의 날'이라고 부르며 그날 상호 관세를 발표하겠다고 밝혔다.
2025년 4월 2일, 트럼프는 자신이 '크고 지속적인 미국 무역 적자'라고 묘사한 문제를 해결하기 위해 국가 비상사태를 선포했고, 이를 통해 국제비상경제권법(IEEPA)를 발동하여 2025년 4월 5일부터 모든 미국 수입품에 대해 10% 관세를 부과할 수 있게 되었다. 그는 또한 57개 국가 및 지역에 대해 더 높은 관세를 부과할 것이라고 발표했으며, 이는 4월 9일부터 시행될 예정이다. 백악관은 이러한 관세가 기존의 중국산 수입품에 대한 조치 외에 추가로 적용될 것이라고 확인했으며, 그 결과 2025년 4월 9일 이후 중국산 제품에 대한 실질적인 관세율은 54%에 달하게 된다. 폴리티코는 이 조치를 1930년대 스무트-홀리 관세법 제정 이후 가장 큰 미국의 보호무역 조치"라고 평가했다.
로이터는 트럼프 행정부가 세계 관세 기구 186개 회원국이 각각 다른 관세를 적용하고 있어 상호 관세를 설계하는 데 어려움을 겪고 있다고 보도했다. 행정부는 처음에 모든 국가를 높음, 중간, 낮음의 세 가지 무역 장벽으로 구분하는 것을 고려했다. 나중에 행정부 내 고위 관료인 스콧 베선트와 캐빈 해셋은 폭스 비즈니스 방송에서 행정부가 미국의 가장 큰 무역 파트너에 초점을 맞추고 각각에 개별 관세율을 할당할 것이라고 말했다. 해셋은 "100개국 이상이 실제로 우리에게 관세를 부과하지 않고 비관세 장벽도 없다"고 말했으며 단지 "10~15개국"만이 우려 대상이라고 덧붙였다. 그러나 트럼프 대통령은 3월 30일 기자들에게 "누가 10개나 15개를 말했는지 모르겠다"며 이를 "소문"이라고 일축하고 "모든 국가"에 관세를 부과하겠다고 밝혔다. 4월 2일에 앞서 많은 국가들이 협상을 시도했지만 아무런 면제도 허가되지 않았다. 불확실성 증가로 인해 경제 변동성 증가와 주식 시장 하락에 기여했으며, 2025년 3월은 S&P 500이 5% 이상 하락하고 NASDAQ이 분기별로 10% 이상 하락하면서 2022년 12월 이후 미국 주식 시장에서 최악의 달이 되었다.
4월 2일, 언론인들은 최종 상호 관세 정책은 미국과 해당 국가의 무역 장벽을 해당 국가와의 무역 적자를 해당 국가의 미국 수출액으로 나눈 값으로 계산하는 방식으로 진행된 것으로 보인다고 보도했다. 트럼프가 부과한 '상호' 관세율은 그 가치를 절반으로 나누어 계산했다. 백악관이 공개한 피해국 목록에는 무인도인 허드 먹도널드 제도도 포함되었다.
| 조치 내용                                        | 발표일          | 발효일                                           | 상태      | 세부 내용 |
| ------------------------------------------------ | --------------- | ------------------------------------------------ | --------- | --- |
| 철강 및 알루미늄 제품 25% 관세                   | 2025년 3월 12일 | 2025년 3월 12일                                  | 시행 중   | 정부는 향후 구리도 포함할 계획. |
| 캔맥주와 빈 알류미늄 캔 25% 관세                 | 2025년 4월 2일  | 2025년 4월 4일                                   | 시행 중   | 미 상무부는 맥주 캔과 빈 알루미늄 캔을 포함하도록 알루미늄 관세를 확대하는 공지를 발표했다. |
| 수입되는 모든 자동차 25%                         | 2025년 3월 26일 | 2025년 4월 3일                                   | 시행 중   | 트럼프는 2019년 조사에 따라 이러한 관세를 부과하기 위해 232조항를 사용했다. 자동차 부품은 5월 3일에 추가될 것으로 예상된다.                                                                    |
| 미국으로 수입되는 모든 제품에 대한 10% 보편 관세 | 2025년 4월 2일  | 2025년 4월 5일                                   | 시행 중   | [ 74 ] |
| 국가별 상호 관세                                 | 2025년 4월 2일  | 2025년 4월 9일                                   | 시행 예정 | '4월 2일 발표된 트럼프의 나라별 관세' 표 참고 |
| 대부분의 캐나다산 제품에 25% 관세                | 2025년 2월 1일  | 2025년 3월 4일                                   | 부분 시행 | 3월 6일, USMCA(미국-멕시코-캐나다 협정) 준수 제품에 대한 관세 부과가 4월 2일까지 연기됨. 2024년 기준 38%의 캐나다산 제품이 준수 제품으로 분류됨.                                               |
| 캐나다산 석유·가드·칼륨비료에 10% 관세           | 2025년 2월 1일  | 2025년 3월 4일                                   | 연기됨    | 4월 2일까지 관세 부과 보류. 3월 6일, 캐나다산 칼륨비료 관세를 10%로 조정. |
| 중국산 제품 전체에 104% 관세                     | 2025년 2월 1일  | 2025년 2월 4일, 3월 4일(인상일), 4월 9일(인상일) | 시행 중   | 2월 4일에 최소 10%에서 3월 4일에는 20%로 인상, 4월 9일에는 추가로 34%의 "상호" 관세와 50%의 보복 관세가 부과되어, 실질적인 최소 관세율이 104%로 상승                                           |
| 멕시코산 제품 전체에 25% 관세                    | 2025년 2월 1일  | 2025년 3월 4일                                   | 부분 시행 | 3월 6일, USMCA 준수 제품에 대한 관세 부과가 4월 2일까지 연기됨. 2024년 기준 멕시코산 제품의 50%가 준수 제품이었으며, 멕시코는 이를 85~90%로 증가시킬 계획.                                     |
| 베네수엘라 석유를 수입하는 국가에 25% 관세       | 2025년 3월 24일 | 2025년 4월 2일                                   | 발표됨    | 국무장관은 2025년 4월 2일 이후에 베네수엘라산 석유를 직접 또는 간접적으로 수입하는 국가로부터의 상품에 대해 25%의 관세를 부과할 수 있다. 2024년에는 중국이 베네수엘라산 석유의 68%를 수입했다. |

## 국가별 관세 및 대응

### 캐나다·멕시코

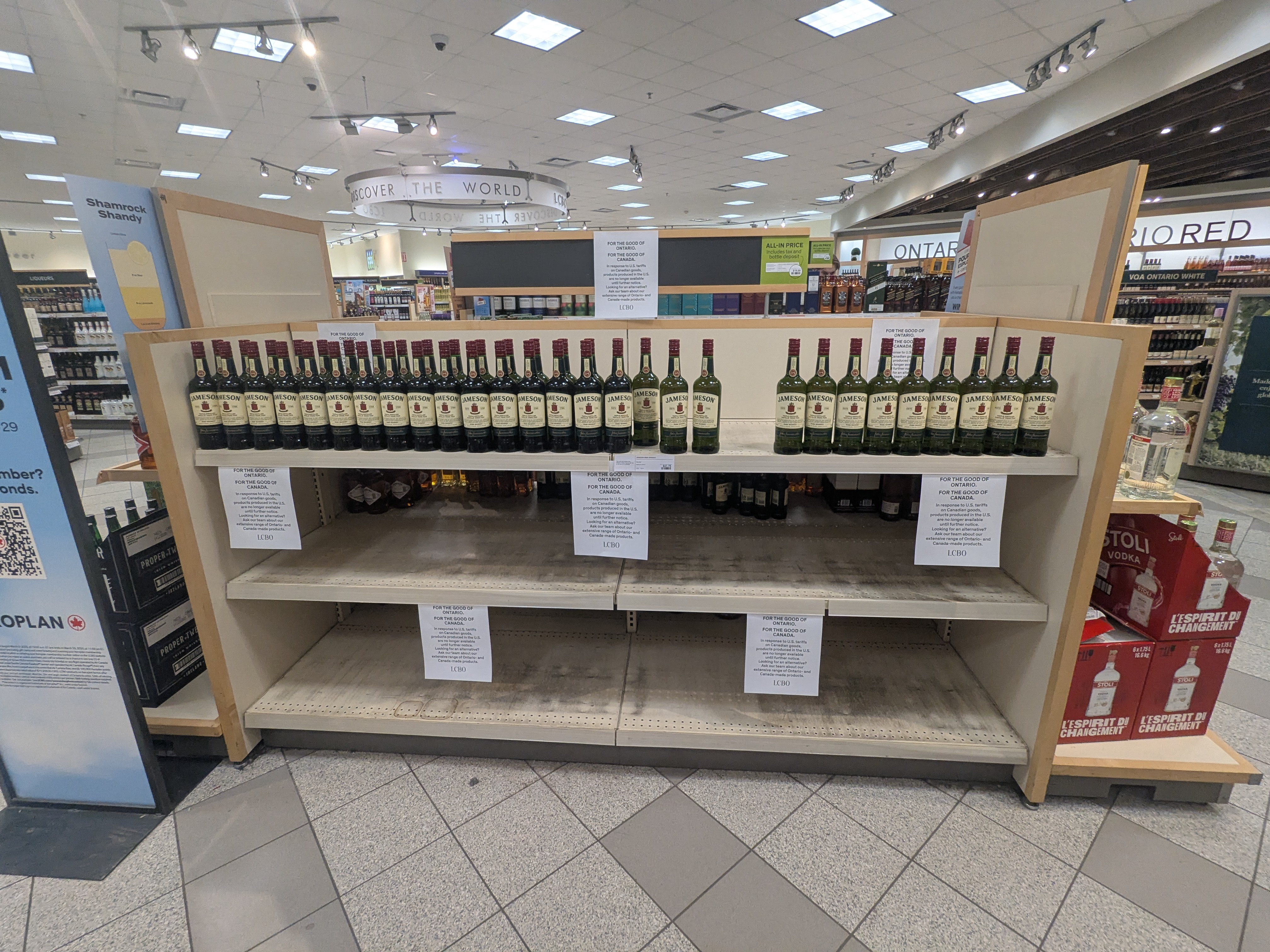
2025년 3월 트럼프 관세에 대응해 미국산 제품이 모두 치워진 캐나다 온타리오주의 주류 매장

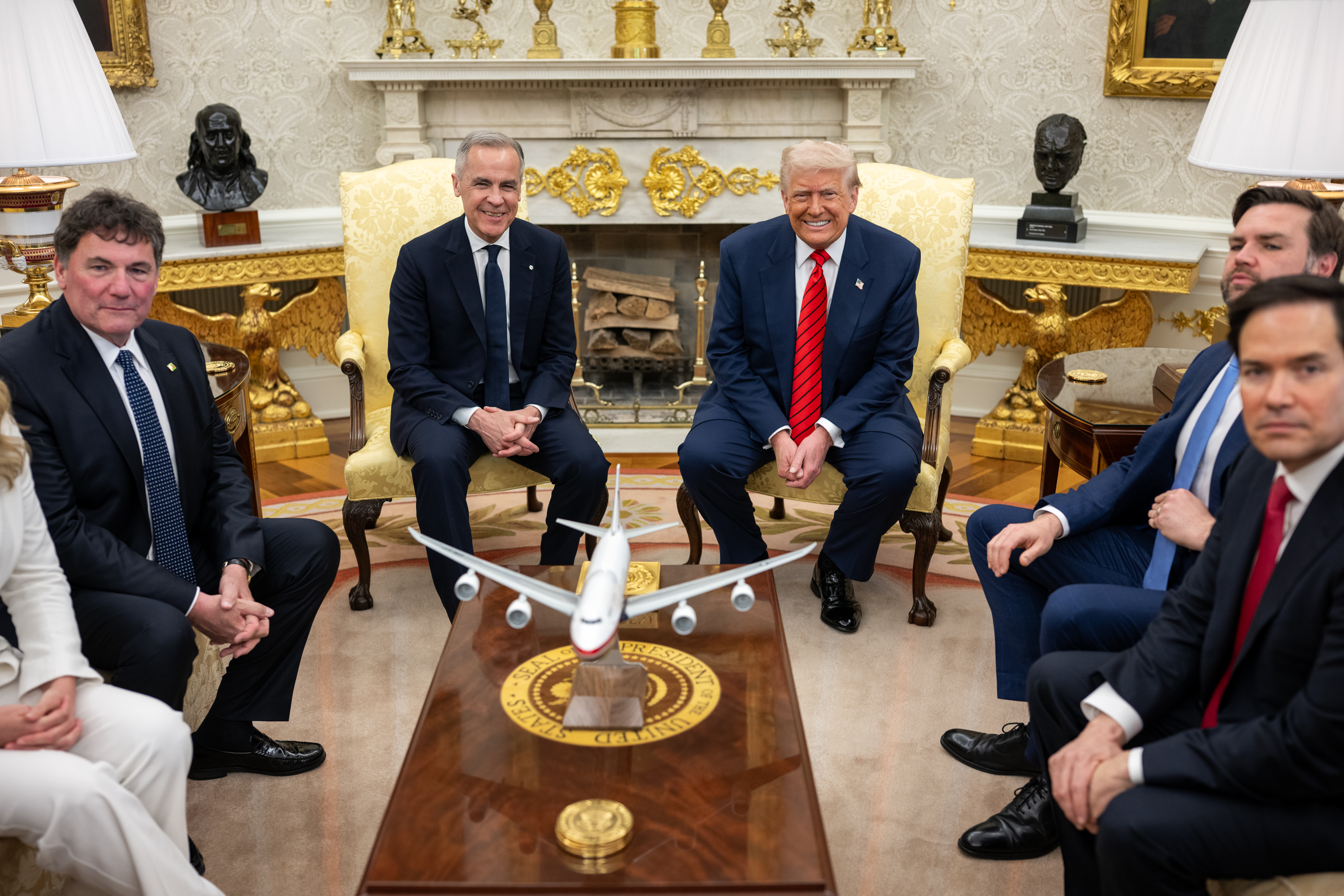
마크 카니 캐나다 총리와 트럼프 미국 대통령 (2025년 5월)

트럼프는 재선에 성공한 뒤 2024년 11월 25일 캐나다와 멕시코가 불법 이민과 마약 거래, 특히 펜타닐에 대해 조치를 취하지 않는다면 해당 국가들에서 수입되는 모든 제품에 25% 관세를 부과하겠다고 발표했다. 클라우디아 셰인바움 멕시코 대통령과 저스틴 트뤼도 캐나다 총리는 긴장을 완화하려고 노력했다. 트뤼도는 자국에서 유래되는 불법 국경 횡단과 미국으로 유입되는 펜타닐의 비율은 1% 미만이라고 지적하면서 미국-캐나다 국경에 대한 13억 달러 규모의 안보 계획을 발표했다. 이러한 노력에도 불구하고 미국은 2025년 1월 31일 캐나다 에너지 제품에 대한 관세율을 10% 인하, 2월 4일부터 관세를 부과할 것이라고 확인했다. 블룸버그 뉴스는 트럼프 대통령의 고문인 피터 나바로와 스티븐 밀러가 관세에 대한 경제 논의를 주도했다고 보도했다.
트뤼도와 셰인바움은 트럼프의 행동을 비판하고 즉각적인 경제 보복으로 위협했지만, 2월 3일 세 정상은 관세 부과를 한 달간 연기하기로 협상하였으며, 멕시코는 미국 국경에 10,000명의 병력을 배치하기로 약속했고 캐나다는 펜타닐 차르를 임명해 2024년에 발표된 국경 안보 계획을 계속 이행하기로 합의했다. 이에 대해 트럼프 대통령은 멕시코로의 무기 불법 거래를 억제하기 위한 조치를 취하고 캐나다와 공동으로 범죄를 퇴치하는 타격군을 구성하겠다고 밝혔다. 하지만 트럼프 대통령은 2월 27일 멕시코와 캐나다에서 마약이 여전히 쏟아져 들어오고 있다고 주장하며 관세 부과 계획을 재확인했고, 2025년 3월 4일에 관세를 시행하겠다고 밝혔다. 캐나다는 200억 캐나다 달러(당시 환율로 20조 5,936억원) 규모의 미국 상품에 25% 관세를 보복관세를 부과했고, 850억 달러(당시 환율로 87조 5,300억원) 규모로 확대할 계획이었다. 반면 멕시코는 3월 9일에 대응책을 준비했다. 월스트리트 저널은 관세가 "미국과 미국의 가장 큰 무역 파트너 두 곳 간의 관계를 근본적으로 바꿀 수 있는 잠재력이 있으며, 미국의 수십 년간의 동맹국과의 자유 무역 확대 프로젝트를 갑자기 뒤집을 수 있다"고 경고했다.
무역 전쟁의 시작은 주식 시장 하락과 경제적 우려를 촉발했는데, 특히 소매업체 와 자동차 제조업체에 큰 영향을 미쳤다. 루트닉은 관세 인하를 재빨리 시사했다. 그는 3월 5일 "대통령은 멕시코와 캐나다의 제안을 듣고 있다. 그는 중간에서 무언가를 시도하는 것을 고려하고 있다"고 말했다. 같은 날 트럼프 대통령은 USMCA를 준수하는 자동차 제조업체에 대한 관세 부과를 연기했다. 다음날 멕시코 수입품의 50%와 캐나다 수입품의 38%를 차지하는 모든 USMCA 준수 상품에 대해 4월 2일까지 연장했다. 멕시코 정부는 규정을 준수하는 상품의 수가 몇 주 안에 85~90%로 증가할 것으로 예상했다. 캐나다는 초기 관세를 유지하지만 계획된 관세 인상은 일시 중단하겠다고 밝혔다.
미국의 철강 및 알루미늄 최대 공급업체인 캐나다는 3월 12일에 발효된 금속에 대한 미국의 관세로 상당한 영향을 받았다. 캐나다는 다음날 추가로 206억 미국 달러 상당의 미국 상품에 대해 25% 보복관세를 부과했다. 3월 26일 트뤼도의 후임 총리인 마크 카니는 트럼프의 자동차 관세를 "직접적인 공격"이라고 규정하고 다음날 내각 회의를 소집해 대응 방안을 계획할 것이라고 밝혔다.
- 3월 5일 - 캐나다는 미국이 비에너지 수입품에 대해선 25%, 에너지 제품에 대해선 10%의 관세를 부과하겠다고 한 데 대해 세계무역기구(WTO)에 제소 조치를 취했다.
- 3월 13일 - 캐나다는 미국이 철강·알루미늄에 25% 관세를 부과한 데 대해 1994년 관세 및 무역에 대한 일반 협정(GATT)에 따른 미국의 의무와 일치하지 않아 세계무역기구(WTO)에 분쟁 협의를 요청했다.
- 3월 14일 - 마크 카니가 쥐스탱 트뤼도 전 총리의 뒤를 이어 새로운 캐나다 총리로 취임하여 이날 취임 일성으로 도널드 트럼프 2기 행정부의 관세 부과 및 주권 위협에 맞서며 캐나다가 어떤 형태로든 미국의 일부가 되지 않겠다고 재강조했다.

| 발표일          | 발효일          | 상태    | 내용 |
| --------------- | --------------- | ------- | --- |
| 2025년 2월 1일  | 2025년 3월 4일  | 시행 중 | - 300억 캐나다달러(미화 208억 달러) 규모의 미국산 제품에 25% 관세 부과 - 3월 6일, 추가 1,250억 캐나다달러(미화 860억 달러) 규모의 미국산 제품에 대한 확대 조치 계획 보류                                       |
| 2025년 3월 12일 | 2025년 3월 13일 | 시행 중 | - 298억 캐나다달러(미화 206억 달러) 규모의 미국산 제품에 25% 관세 부과 - 철강 제품 126억 캐나다달러(미화 87억 달러), 알루미늄 제품 30억 캐나다달러(미화 20억 달러), 기타 제품 142억 캐나다달러(미화 99억 달러) |
| 2025년 4월 4일  | 2025년 4월 9일  | 시행 중 | - 미국에서 수입되는 비(非)미국-멕시코-캐나다 협정 준수 차량에 25%의 관세, 미국의 대(對)캐나다 수출·USMCA 준수 차량 중 캐나다 및 멕시코산이 아닌 부품에도 25%의 관세 적용                                       |

### 중국
2025년 2월 1일, 트럼프는 모든 중국산 수입품에 대해 새로운 10% 관세를 부과하는 행정명령 14195호에 서명했다. 이 명령은 국가안보회의의 요청에 따라 이루어졌으며, 2월 4일부터 발효되었다. 2월 10일, 중국은 석탄과 액화천연가스에 15%, 석유와 농기계에 10%의 보복 관세를 부과했다. 또한 중국은 PVH와 Illumina를 ‘신뢰할 수 없는 기업 리스트(Unreliable Entity List)’에 추가하고, 구글에 대한 반독점 조사를 시작했으며, 텅스텐을 포함한 일부 금속에 수출 통제를 도입했다.
영국의 거시경제 연구 컨설팅 회사인 캐피털 이코노믹스(Capital Economics)는 미국이 약 4,500억 달러 규모의 중국산 제품에 대해 새로운 관세를 부과한 반면, 중국의 추가 관세는 약 200억 달러 규모의 미국산 제품에만 적용된다고 추정했다. 같은 회사의 중국 경제 책임자인 줄리안 에반스-프리차드는 “적어도 미국의 조치에 비해 중국의 대응은 비교적 온건하다”고 말했다. 로이터는 중국의 ‘제한된’ 대응이 “무역 전쟁을 피하기 위해 트럼프와의 협상을 유도하려는 중국 정책 입안자들의 시도를 보여준다”고 보도했다.
2025년 3월 4일, 트럼프는 중국산 수입품에 대한 관세를 10%에서 20%로 인상했다. 같은 날, 중국은 미국산 닭고기, 밀, 옥수수, 면화에 15%의 관세를, 수수, 대두, 돼지고기, 소고기, 수산물, 과일, 채소, 유제품에 10%의 관세를 부과하겠다고 발표했으며, 이는 2025년 3월 10일부터 시행되었다. 이에 더해 중국은 미국산 광섬유 제품에 대해 우회수입 조사를 시작했다. 중화인민공화국 해관총서(General Administration of Customs)는 미국산 목재 수입을 중단하고 미국 기업 3곳의 대두 수입 허가를 취소했다. 2025년 3월 30일, 중국, 한국, 일본은 제13차 한중일 경제통상장관회의에서 트럼프의 관세에 대응하여 공급망 협력을 포함한 자유무역 협력 강화를 위한 합의에 도달했다.
월마트는 일부 중국 공급업체들에게 관세로 인해 가격 인하를 요구했다. 2025년 3월 12일, 중국 상무부는 월마트와 협상을 진행했다고 국영 언론이 보도했다. 코스트코도 중국 공급업체들에게 동일한 요구를 했다.
트럼프는 2025년 3월 26일 틱톡 매각에 대한 합의에 도달하기 위해 중국에 대한 관세를 인하할 수도 있다고 밝혔다.
2025년 4월 4일, 중국 정부는 모든 미국산 수입품에 대해 34%의 보복 관세를 부과하겠다고 발표했으며, 이는 2025년 4월 10일부터 시행된다.
4월 2일 발표된 대중 상호 관세는 34%였는데, 이에 대해 중국이 보복 관세 34%를 4월 10일부터 모든 미국산 수입품에 적용하겠다고 하자 트럼프 대통령은 4월 8일에 기존 34%에 재보복 관세 50%를 더한 84%의 대중 상호 관세를 매기는 행정명령에 서명했다. 그래서 4월 9일부터 기존 20%의 관세에 84%의 상호 관세가 합쳐져 104%의 관세가 미국으로 수입되는 모든 중국산 제품에 매겨지게 되었다.
| 발표일          | 발효일          | 상태      | 내용 |
| --------------- | --------------- | --------- | --- |
| 2025년 2월 1일  | 2025년 2월 4일  | 시행 중   | - 석탄 및 액화천연가스(LNG)에 15% 관세, 석유 및 농업 기계에 10% 관세 부과 - 미국 기업에 대한 조사 착수   |
| 2025년 3월 12일 | 2025년 3월 13일 | 시행 중   | - 미국산 육류 및 농산물에 10~15% 관세 부과 - 미국산 목재 수입 중단 - 3개 미국 기업의 대두 수입 면허 취소 |
| 2025년 4월 4일  | 2025년 4월 10일 | 시행 예정 | 모든 미국산 수입품에 대한 34% 관세                                                                       |

### 유럽연합
| 발표일          | 발효일          | 상태 | 내용 |
| --------------- | --------------- | ---- | --- |
| 2025년 3월 12일 | 2025년 4월 중순 | 계획 | - 4월 1일 미국산 소비재 45억 유로 규모 제품에 관세 부과 - 4월 중순 미국산 철강 및 농산물 180억 유로 규모 제품에 관세 부과 예정 |

### 대한민국
- 2월 15일 - 조태열 외교부 장관은 2월 14일부터 16일까지 열린 독일 뮌헨안보회의 기간 중 2월 15일에 3국 외교장관 회담을 개최하여 마코 루비오 미국 국무장관과 이와야 다케시 일본 외무대신과 회담을 가졌다.[143]
- 2월 17~20일 - 박종원 산업통상자원부 통상차관보는 나흘간의 방미 기간 중 의회를 포함한 주요 인사들을 접촉, 한국의 대미 투자가 미국 경제에 긍정적인 영향을 미치고 있다고 강조하였다.[144]
- 2월 28일 - 최상목 대통령 권한대행 부총리 겸 기획재정부 장관은 정부서울청사에서 스콧 베센트 신임 미국 재무장관과의 화상면담에서 한미 동맹을 재확인하고 미국 트럼프 행정부와의 경제·통상·안보·외환시장 협력 방안을 논의했다.[145](결과)
- 3월 7일 - 산업통상자원부는 석탄회관에서 '자동차 민관 대미협력 태스크포스(TF) 회의'를 열어 미국 관세 부과 등 최근 현안에 관한 산업계 의견을 수렴하고 대응 방안을 논의했하였다.[146]
- 3월 12일 - 안덕근 산업통상자원부 장관은 대한상공회의소에서 ‘민관합동 미 관세조치 대응전략 회의’를 주재하였다.[147]
- 4월 24일 - 최상목 부총리 겸 기획재정부 장관과 안덕근 산자부 장관이 방미하여 스콧 베선트 미 재무장관, 제이미슨 그리어 미국무역대표부(USTR) 대표와 한미 2+2 통상협의를 진행하였다.[148]

### 협상 타결
7월, 베트남과 인도네시아, 필리핀 등 동남아시아 국가들과 일본은 미국과의 관세 협상을 타결하였는데, 주요 내용은 다음과 같다.
| 대상국     | 타결일          | 상호관세율                       | 조건·내용 | 각주    |
| ---------- | --------------- | -------------------------------- | --- | ------- |
| 베트남     | 2025년 7월 2일  | 46→20% (4월 9일 서한比 26% 인하) | - 미국의 대(對)베트남 수출 품목에 대한 전면 무관세 - 단, 越측의 제3국 우회 재수출에 대해서는 40%의 관세 적용                                  | [ 149 ] |
| 인도네시아 | 2025년 7월 15일 | 32→19% (4월 9일 발표比 1% 인하)  | - 미국의 대(對)인니 수출 자동차·농산물·의약품에 대한 각종 규제 면제 - 단, 관세 회피 위해 제3국이 인니를 통해 환적시 그 제품에는 40% 관세 부과 | [ 150 ] |
| 필리핀     | 2025년 7월 22일 | 20→19% (7월 9일 서한比 1% 인하)  | - 양국 정상회담 당일 타결 - 필리핀의 '미국 제품에 대한 전면 무관세' 시장 개방                                                                 | [ 151 ] |
| 일본       | 2025년 7월 22일 | 25→15% (7월 9일 서한比 10% 인하) | - 일본의 5,500억 달러 규모 대미 투자 - 일본의 미국산 자동차·트럭·농산물 개방                                                                  | [ 152 ] |

## 영향

### 주식 시장
3월 13일 뉴욕 증시 3대 지수(S&P 500, 나스닥 지수, 다우존스30)가 동반 하락했다. S&P 500 지수는 종가 기준 최근 고점 대비 10%이상 하락하며 기술적 조정에 진입했다. 나스닥 지수도 지난 6일 최근 고점 대비 10% 이상 하락하며 이미 조정에 진입했다. 또한 미국의 국채 금리는 하락했으며, 국제유가는 무역갈등에 따른 수요 감소 우려가 부상하며 하락했다.
트럼프가 4월 2일 발표한 직후, 주가는 급격히 하락했다. 일본 시장에서는 니케이 225 지수가 2.8% 하락했고, 토픽스는 3.1% 하락했다. 유럽에서는 FTSE 100 지수가 1.6% 하락했으며, 파리의 CAC 40은 3.3% 떨어졌다. 독일의 DAX 역시 3.1% 하락했다. 미국에서는 S&P 500 지수 선물이 3.9% 하락했고, 다우존스 산업평균지수 선물은 2.7%, 나스닥 100 지수 선물은 4.7% 하락했다.
4월 3일, S&P 500 지수는 274포인트 이상(4.88%) 하락하며 사상 두 번째로 큰 일일 포인트 하락을 기록했다. 이는 주로 4월 2일 발표된 관세 조치에 기인한 것으로 분석된다. 같은 날, 나스닥 종합지수는 1,050포인트 이상(5.97%) 하락하며 역사상 가장 큰 포인트 하락을 기록했다. 다우존스 산업평균지수는 1,679.39포인트(3.98%) 하락하며 당시 기준으로 다섯 번째로 큰 포인트 하락을 기록했다. 러셀 2000 지수는 최근 고점 대비 20% 이상 하락하며 약세장에 진입했고, 134.82포인트(6.59%) 하락했다. 4월 4일에도 시장의 하락세는 계속되었다. S&P 500은 5.97% 하락했고, 나스닥 종합지수는 962.82포인트(5.82%) 하락하며 약세장에 진입했다. 다우존스 산업평균지수는 2,231.07포인트(5.50%) 하락하여 역사상 세 번째로 큰 포인트 하락을 기록했다. "월가의 공포 지수"로 불리는 CBOE 변동성 지수(VIX)는 15.29포인트 상승해 45.31포인트로 마감했으며, 이는 2020년 이후 가장 높은 수치다. 이날 나스닥 종합지수도 약세장에 진입했다.
4월 3일과 4월 4일 양일간, 미국 주식시장은 6.4조 달러(당시 환율 9,188억 원)의 가치가 증발했으며, 이는 아마존, 애플, 버크셔 해서웨이의 시가총액을 합친 것과 맞먹는 규모다. 이는 미국 증시 역사상 최대 이틀간 손실액인 2조 달러를 3배보다 더 웃도는 수치다.
4월 7일, 일본의 장 초반 거래에서는 8.03% 하락으로 인해 선물 거래의 서킷 브레이커가 발동되었다.
4월 3일부터 8일까지 4일 동안 시가총액이 총 약 8조 6850억 달러(한화 약 1경 1900조원)이 감소했다.
4월 9일 오후, 트럼프가 중국을 제외한 모든 교역국에 대하여 상호 관세를 90일간 유예하기로 했다고 발표했다. 10%의 기본 보편 관세는 유지하지만 상호관세는 유예하는 것으로 국가별 적정 관세를 협상하기 위함이라고 트럼프가 밝혔다. 반면 중국산 수입품에 대해선 관세를 104%에서 125%로 올렸다. 이로 인하여 주가가 급속도로 폭등하였다. 트럼프의 관세로 큰 피해가 예상됐던 애플은 15.33% 폭등하며 시가총액 1위 자리를 마이크로소프트로부터 탈환했다. 마이크로소프트는 10.13%, 엔비디아는 18.72%, 테슬라는 22.69% 폭등했다. 4월 10일 한국의 주가도 폭등하였다. 그린케미칼, 흥국화재, 등 많은 주가가 전일대비 30% 폭등하고, SK하이닉스, LG에너지솔루션은 11% 급등했다.

### 미국
트럼프의 첫 임기 경제 정책은 애플 제품에 대한 예외 등 많은 예외를 두고 더 낮고 더 구체적인 관세를 특징으로 했지만 트럼프는 두 번째 임기에서는 더 높은 세율, 더 광범위한 영향, 게다가 단 몇 가지의 예외가 특징이다. 택스 파운데이션에 따르면, 첫 번째 트럼프 행정부는 약 3,800억 달러 규모의 수입품에 새로운 관세를 부과했다. 비교해 보면, 2차 트럼프 행정부는 2025년 4월까지 1조 4,000억 달러 이상의 수입에 영향을 미칠 것으로 예상되었다.
두 번째 임기 시작할 때 관세와 경제 정책의 급격한 변동에 따른 혼란으로 상당한 불확실성이 초래되었다. 트럼프 대통령 취임 1년 전인 2024년 미국 GDP는 2.8% 성장했지만 취임 후인 2025년 3월, 연방준비제도는 2025년 성장률 전망치를 2.1%에서 1.7%로 낮췄고 OECD는 2025년 2.2%, 2026년 1.6%로 감소할 것으로 전망했다. 연방준비제도는 또한 평균 인플레이션 예상치를 2.5%에서 2.7%로 높였다.
멕시코와 캐나다 상품에 대한 25% 관세가 부과된다면 미국 야채 수입의 3분의 2가 멕시코에서 이루어지기 때문에 식료품 가격이 상승할 것으로 예상된다. PIIE는 2029년까지 이러한 관세가 유지되면 미국 국내총생산이 US$200 감소할 것으로 추산했다. 예일 대학의 예산 연구소에 따르면 미국 가계의 구매력은 약 US$1,200 감소할 것으로 예상된다.
외교협회는 미국 경제의 에너지 부문이 관세로 인해 가장 큰 영향을 받을 것으로 예상된다고 밝혔다. 캐나다 에너지 수입에 대한 10% 관세가 시행되다면 캐나다가 2021년 원유 수입의 61%를 차지하는 등 미국에 가장 큰 에너지를 공급하는 공급업체이기 때문이다. 특히 중서부 지역의 미국 정유소는 원유를 사용하여 가솔린을 처리하고 있으며, 관세로 인해 해당 지역의 가솔린 가격이 갤런당 최대 50센트까지 상승할 수 있다는 전망이 나오고 있다. 2025년 2월 2일, 캐나다 기업 어빙 오일은 성명서에서 "세인트 존 정유소에서 생산된 대부분의 제품은 미국 시장으로 가며, 관세는 미국 고객의 가격 인상으로 이어질 것이며 에너지 안보와 더 광범위한 경제에 영향을 미칠 것이다."라고 밝혔다. 트럼프는 선거 운동 기간 동안 임기 첫 해 동안 에너지 가격을 절반으로 인하하겠다고 유권자들에게 약속했다.

#### 핸즈오프 시위

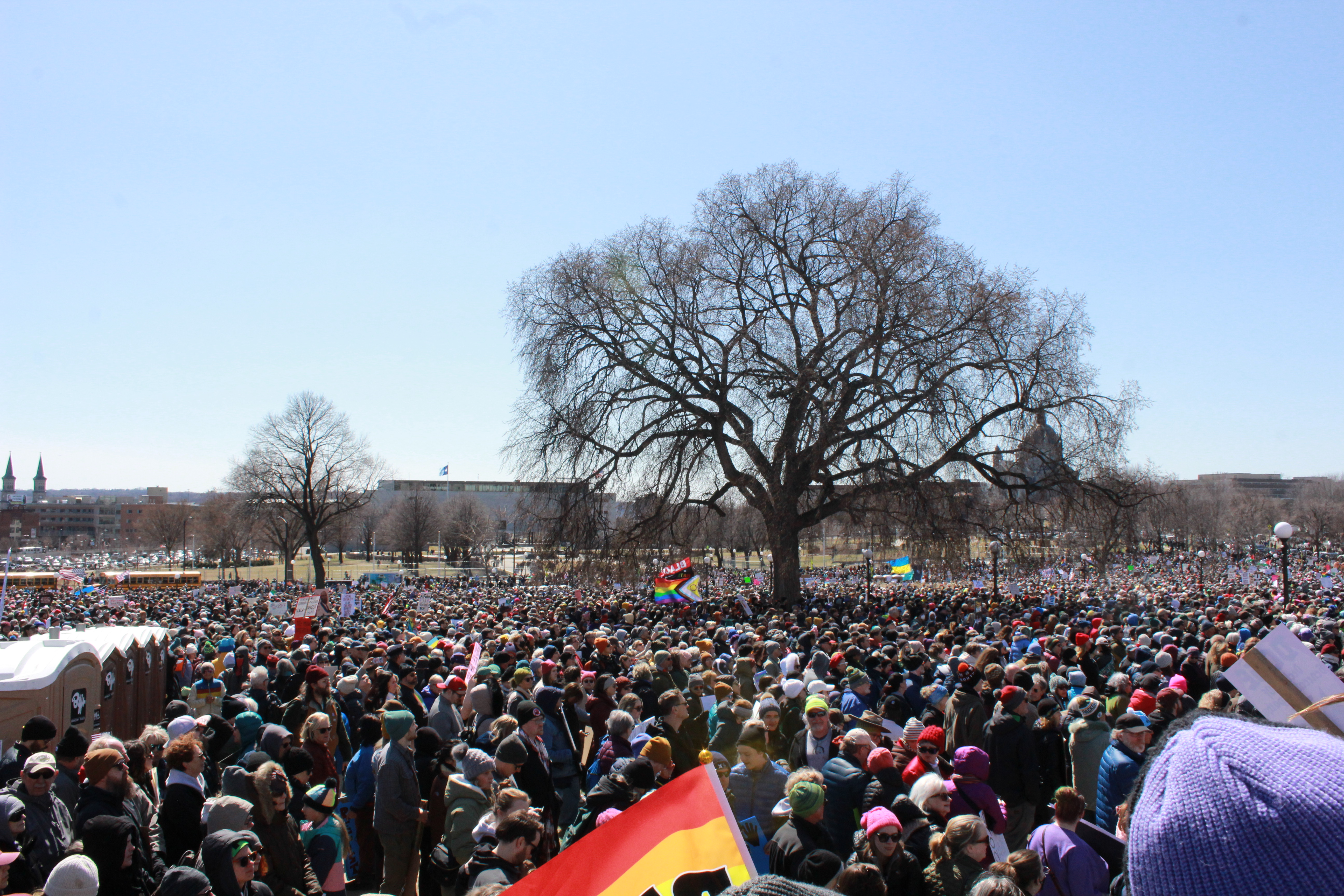
2025년 4월 5일 미네소타 주에서 열린 핸즈오프 시위

2025년 4월 5일부터 트럼프 2기 행정부에 대한 반대 시위인 '핸즈오프 시위'가 미국 전역에서 벌어지고 있다. 그 중 2025년 4월 5일 벌어진 시위는 미국 역사상 가장 큰 단일 시위가 되었다. "Hands Off!"라는 슬로건 아래 조직된 이 시위는 트럼프 2기 행정부의 정책에 반대하는 목소리를 담고 있으며, 미국 50개 모든 주의 1,400개 이상의 지역에서 열렸다. 주최 측에 따르면 전국적으로 약 300만 명이 시위에 참여한 것으로 집계되었고, CNN은 총 100만 명이 시위에 참여한 것으로 보도했다.
주최 측은 150개의 노조, 진보주의 단체, 민주화 및 민권 단체, LGBTQ 단체, 그리고 여성 인권 단체가 합동으로 참여했다고 밝혔다.
이번 집회는 행정부가 새로 도입한 세계 무역 관세로 인한 경제 혼란, 머스크가 주도한 정부 기관과 연방 공무원 인력의 대규모 축소, 위기에 처한 노조 권리, 혼란스럽고 정치적 동기로 비춰지는 이민 단속, LGBTQ 권리의 후퇴, 사회보장 제도의 잠재적 축소, 의료 자금(메디케이드) 및 연구 예산 삭감 등 광범위한 정책에 반대하는 내용을 담고 있다. 시위자들은 민주주의의 후퇴, 권위주의의 성장, 억만장자들의 이익을 우선시하는 듯한 행정부의 태도에 대한 우려를 표명하며, 자신들의 행동이 미국 민주주의와 경제적 복지를 지키기 위한 것이라고 했다.

## 평가
크리스틴 라가르드 유럽중앙은행 총재는 트럼프가 시작한 무역 전쟁이 오래 동안 없었던 수준의 불확실성을 초래했다고 평가했다. 월스트리트저널은 무역전쟁의 문제는 일단 시작되기만 하면 빠르게 확산돼 통제 불능 상태에 이를 수 있다고 하며 무역전쟁에 대해 역사상 가장 어리석은 행동이라고 꼬집었다.
펠레그리니 슬로바키아 대통령은 미국과 유럽연합의 무역 전쟁은 누구에게도 도움이 되지 않는다며 결국에는 대서양 양안의 대결로 모두가 고통을 당하는 것으로 끝날 것이라고 자신의 견해를 밝혔다.

## 같이 보기
- 무역 전쟁
- 중국-미국 무역 전쟁
- 세계무역기구(WTO)